# Зигфрид Хандлозер
Зигфрид Хандлозер (на немски: Siegfried Handloser) е германски доктор. Началник на медицинските служби на германските въоръжени сили. Той е един от обвиняемите в т. нар. Докторски процес в Нюрнберг след главните Нюрнбергски процеси.

## Биография
Роден е в Констанц. Той е на медицинска служба в германската армия през Първата световна война. Повишен е до длъжност армейски лекар на командването на 3-та армия през 1938 г. Обявен е за почетен професор през октомври 1939 г. 
Хандлозер заема длъжността началник на медицинските служби на въоръжените сили по време на Втората световна война. Това е най-важната военномедицинска длъжност в страната. Въпреки това не прави нищо, за да спре медицинските експерименти, провеждани върху затворниците в концентрационните лагери. Затова е привлечен като обвиняем в няколко дела, които са разгледани по време на процеса на лекарите.
Арестуван е във Фленсбург на 28 май 1945 г. Осъден е от Американския военен трибунал № 1 на доживотен затвор през август 1947 г. Присъдата по-късно е намалена на 20 години, освободен е през 1954 г. Малко по-късно Хандлозер почива от рак в Мюнхен на 69-годишна възраст.